# Vsevolod Mstislavitsj
Dit overzicht is mogelijk incompleet; u kunt helpen door het uit te breiden.

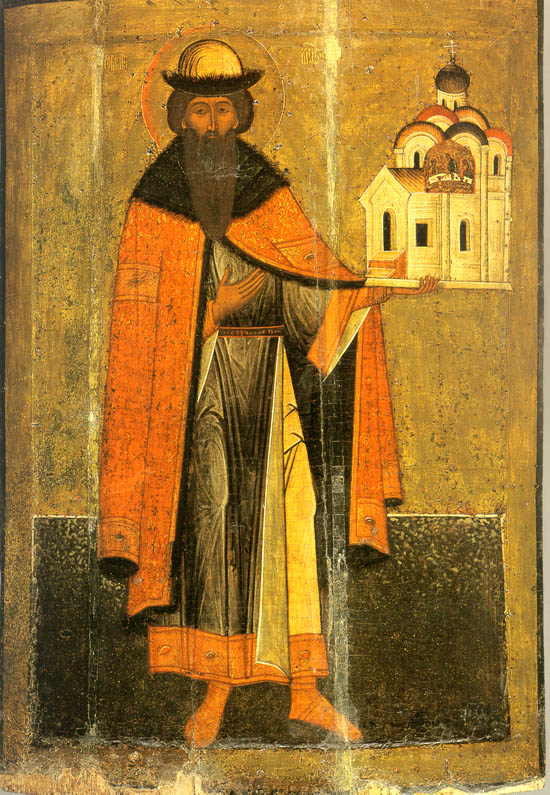

Vsevolod Gavriil Mstislavitsj (Russisch: Всеволод Гавриил Мстиславич) (onbekend - 11 februari 1138) was knjaz (vorst) van de feodale republiek Novgorod (1117 - 1132 en 1132 - 1136), Perejaslav (1132), Vysjgorod (1136) en Pskov (vanaf 1137). Hij was de kleinzoon van grootvorst Vladimir II van Kiev en de oudste zoon van Mstislav I van Kiev en Kristina van Zweden. Hij voerde een aantal veldtochten naar de Baltische staten en naar Rostov. Hij wordt onder andere in verband gebracht met de oprichting van de kerkelijke rechtbanken rond 1126.
Hij gaf landerijen aan feodale landheren en kloosters en was verantwoordelijk voor het knechten van de kleine boeren. Tijdens opstanden van deze kleine boeren en de armen van Novgorod in 1132 en 1136 werd hij verdreven uit de stad. Als vorst van Pskov probeerde hij tevergeefs de stad weer te heroveren.